# Matevž Lenarčič
Pour l’article homonyme, voir Lenarčič.
Matevž Lenarčič est un alpiniste, parapentiste, pilote d'avion et photographe slovène né le 22 mai 1959 à Trbovlje.

## Alpinisme
Lenarčič a grimpé dans de nombreux massifs de montagnes :
- au Groenland en 1978,
- en Patagonie (Fitz Roy en 1983, Cerro Torre en 1985),
- dans l'Himalaya (Annapurna I en 1983, Annapurna IV en 1994),
- au Karakoram (en 1986)
- ainsi qu'en Afrique.

## Parapentiste
Durant ses quinze années d'expérience de parapentiste, Lenarčič a volé dans les montagnes slovènes et en Himalaya.

## Pilote d'avion
Lenarčič est titulaire de la licence de pilote privé (PPL, Private Pilot License en anglais) et de la qualification IFR permettant de voler aux instruments, c'est-à-dire sans visibilité. Il totalise plus de 2500 heures de vol.
En 2002, lors de son expédition World Trans-Siberia il a battu le record du tour du monde en ULM. Il a recommencé ce voyage aérien en 2004 pour en rapporter de la documentation photographique.

## Photographe
Lenarčič est l'auteur de plusieurs livres de photographie :
- (sl) Matevž Lenarčič et Branko Goropevsek, Savinja, Epsi, 1996 (ISBN 9616111094)
- (sl) Matevž Lenarčič et Marta Oresnik, Krajinski Park : Logarska Dolina Solcavsko, 1995 (ISBN 9619027507)
- (en) Matevž Lenarčič, Around the Only World, Didakta (ISBN 978-961-6530-49-1 et 961-6530-49-6)
- Matevž Lenarčič, Croisière au-dessus des Alpes : du mont Blanc au Triglav, Glénat, 2011 [détail de l’édition]

### Croisière au-dessus des Alpes
Pour réaliser cet ouvrage, entièrement composé de photographies aériennes, Lenarčič a survolé l'arc alpin au moyen d'un petit avion de fabrication slovène, le Pipistrel Sinus 912. Il a parcouru environ 61000 kilomètres. Les prises de vues se sont déroulées sur une période de trois années, au terme de laquelle il avait pris 100 000 clichés, tous géolocalisés.
Le livre tiré de cette aventure a été publié en plusieurs langues sous le patronage de l'UNESCO.